# Fernando Gatti
Fernando Nicolás Gatti (La Plata, Buenos Aires, Argentina, 17 de octubre de 1978) es un exfutbolista argentino que jugaba de delantero; su último equipo fue Defensores de Salto de su país.
Participó en el mundial Sub-17 de 1995 celebrado en Ecuador, donde su selección quedó en el tercer puesto anotando 4 goles. 
- Datos: Q5859622